# Amplirhagada katerana
Amplirhagada katerana är en snäckart som beskrevs av Alan Solem 1981. Amplirhagada katerana ingår i släktet Amplirhagada och familjen Camaenidae. Inga underarter finns listade i Catalogue of Life.